# Lilin (köpinghuvudort i Kina, Jiangxi Sheng, lat 28,86, long 117,17)
Lilin är en köpinghuvudort i Kina. Den ligger i provinsen Jiangxi, i den sydöstra delen av landet, omkring 130 kilometer öster om provinshuvudstaden Nanchang. Antalet invånare är 51 370. Befolkningen består av 23 911 kvinnor och 27 459 män. Barn under 15 år utgör 23,0 %, vuxna 15-64 år 71 %, och äldre över 65 år 5,0 %.
Runt Lilin är det tätbefolkat, med 383 invånare per kvadratkilometer. Närmaste större samhälle är Leping, 12,4 km norr om Lilin. I omgivningarna runt Lilin växer i huvudsak blandskog.
Genomsnittlig årsnederbörd är 2 653 millimeter. Den regnigaste månaden är juni, med i genomsnitt 449 mm nederbörd, och den torraste är oktober, med 41 mm nederbörd.